# Himmerlandsbanerne
| Kopfbahnhof Streckenanfang (Strecke außer Betrieb)        | 42,0     | Løgstør                                                                       | Løgstør                                                                       |
| Abzweig geradeaus und nach links (Strecke außer Betrieb)  |          | Bahnstrecke Sebbersund–Løgstør–Overlade von Sebbersund (nicht gebaut)         | Bahnstrecke Sebbersund–Løgstør–Overlade von Sebbersund (nicht gebaut)         |
| Abzweig geradeaus und nach rechts (Strecke außer Betrieb) |          | Bahnstrecke Sebbersund–Løgstør–Overlade nach Overlade (nicht gebaut)          | Bahnstrecke Sebbersund–Løgstør–Overlade nach Overlade (nicht gebaut)          |
| Haltepunkt / Haltestelle (Strecke außer Betrieb)          | 34,0     | Vindblæs (ab 1960 Haltepunkt)                                                 | Vindblæs (ab 1960 Haltepunkt)                                                 |
| Bahnhof (Strecke außer Betrieb)                           | 27,5     | Gatten (Signaltechnik ab 1928/29 außer Betrieb, ab 1960 Haltepunkt)           | Gatten (Signaltechnik ab 1928/29 außer Betrieb, ab 1960 Haltepunkt)           |
| Haltepunkt / Haltestelle (Strecke außer Betrieb)          | 26,1     | Øjesø (1933–1934 bzw. 1950)                                                   | Øjesø (1933–1934 bzw. 1950)                                                   |
| Bahnhof (Strecke außer Betrieb)                           | 22,4     | Hornum (früher "Ulstrup", Signaltechnik ab 1. März 1963 außer Betrieb)        | Hornum (früher "Ulstrup", Signaltechnik ab 1. März 1963 außer Betrieb)        |
| Abzweig geradeaus und von links (Strecke außer Betrieb)   |          | Bahnstrecke Aalborg–Hvalpsund von Aalborg                                     | Bahnstrecke Aalborg–Hvalpsund von Aalborg                                     |
| Bahnhof (Strecke außer Betrieb)                           | 15,0     | Aars                                                                          | Aars                                                                          |
| Abzweig geradeaus und nach rechts (Strecke außer Betrieb) |          | Bahnstrecke Aalborg–Hvalpsund nach Hvalpsund                                  | Bahnstrecke Aalborg–Hvalpsund nach Hvalpsund                                  |
| Bahnhof (Strecke außer Betrieb)                           | 8,0      | Østrup                                                                        | Østrup                                                                        |
| Haltepunkt / Haltestelle (Strecke außer Betrieb)          | 3,3      | Østerbølle (Fahrkartenverkaufsstelle, ab 1960 Haltepunkt)                     | Østerbølle (Fahrkartenverkaufsstelle, ab 1960 Haltepunkt)                     |
| Bahnhof (Strecke außer Betrieb)                           | 0,0 24,2 | Aalestrup                                                                     | Aalestrup                                                                     |
| Abzweig geradeaus und nach rechts (Strecke außer Betrieb) |          | nach Viborg                                                                   | nach Viborg                                                                   |
| Bahnhof (Strecke außer Betrieb)                           | 20,0     | Simested (ab Juni 1960 Haltepunkt)                                            | Simested (ab Juni 1960 Haltepunkt)                                            |
| Haltepunkt / Haltestelle (Strecke außer Betrieb)          | 17,3     | Boldrup (nur 1925/26)                                                         | Boldrup (nur 1925/26)                                                         |
| Bahnhof (Strecke außer Betrieb)                           | 15,2     | Nørager                                                                       | Nørager                                                                       |
| Haltepunkt / Haltestelle (Strecke außer Betrieb)          | 12,5     | Grynderup (ab 1932)                                                           | Grynderup (ab 1932)                                                           |
| Bahnhof (Strecke außer Betrieb)                           | 10,4     | Rørbæk (Fahrkartenverkaufsstelle, ab 1960 Haltepunkt, ab 1965 "Store-Rørbæk") | Rørbæk (Fahrkartenverkaufsstelle, ab 1960 Haltepunkt, ab 1965 "Store-Rørbæk") |
| Bahnhof (Strecke außer Betrieb)                           | 7,6      | Døstrup (nach 1920 "Døstrup Himmerland", ab 1960 Haltepunkt)                  | Døstrup (nach 1920 "Døstrup Himmerland", ab 1960 Haltepunkt)                  |
| Abzweig geradeaus und nach links (Strecke außer Betrieb)  |          | Døstrup Grusgrav, bis Ende der 1930er Jahre                                   | Døstrup Grusgrav, bis Ende der 1930er Jahre                                   |
| Abzweig ehemals geradeaus und von links                   |          | Bahnstrecke Randers–Aalborg von Aalborg                                       | Bahnstrecke Randers–Aalborg von Aalborg                                       |
| Bahnhof                                                   | 0,0      | Hobro                                                                         | Hobro                                                                         |
| Abzweig geradeaus und ehemals nach links                  |          | Hobro Havnebane                                                               | Hobro Havnebane                                                               |
| Strecke                                                   |          | Bahnstrecke Randers–Aalborg nach Randers                                      | Bahnstrecke Randers–Aalborg nach Randers                                      |

| Strecke (außer Betrieb) |          | von Løgstør                                                | von Løgstør                                                |
| Bahnhof (Strecke außer Betrieb) | 0,0 37,6 | Aalestrup                                                  | Aalestrup                                                  |
| Abzweig geradeaus und nach links (Strecke außer Betrieb)                                                                                               |          | nach Hobro                                                 | nach Hobro                                                 |
| Bahnhof (Strecke außer Betrieb) | 32,9     | Hvam                                                       | Hvam                                                       |
| Bahnhof (Strecke außer Betrieb) | 27,1     | Møldrup                                                    | Møldrup                                                    |
| Haltepunkt / Haltestelle (Strecke außer Betrieb) | 24,5     | Nørdam (ab 1925)                                           | Nørdam (ab 1925)                                           |
| Bahnhof (Strecke außer Betrieb) | 21,5     | Skringstrup (Fahrkartenverkaufsstelle, später Haltepunkt)  | Skringstrup (Fahrkartenverkaufsstelle, später Haltepunkt)  |
| Bahnhof (Strecke außer Betrieb) | 17,6     | Skals                                                      | Skals                                                      |
| Haltepunkt / Haltestelle (Strecke außer Betrieb) | 15,7     | Nederhede (1929–1930 oder 1932)                            | Nederhede (1929–1930 oder 1932)                            |
| Brücke über Wasserlauf (Strecke außer Betrieb) |          | Skals Aa (Klynte dyp)                                      | Skals Aa (Klynte dyp)                                      |
| Haltepunkt / Haltestelle (Strecke außer Betrieb) | 14,0     | Kølsen (Fahrkartenverkaufsstelle, später Haltepunkt)       | Kølsen (Fahrkartenverkaufsstelle, später Haltepunkt)       |
| Abzweig geradeaus und nach links (Strecke außer Betrieb)                                                                                               |          | Anschluss Tongrube, ab 1906                                | Anschluss Tongrube, ab 1906                                |
| Haltepunkt / Haltestelle (Strecke außer Betrieb) | 11,7     | Hjarbæk (ab 1928)                                          | Hjarbæk (ab 1928)                                          |
| Abzweig geradeaus und nach rechts (Strecke außer Betrieb)                                                                                              |          | Projekt "Hjarbæk Havnebane", 1916, nicht ausgeführt        | Projekt "Hjarbæk Havnebane", 1916, nicht ausgeführt        |
| Bahnhof (Strecke außer Betrieb) | 10,0     | Løgstrup                                                   | Løgstrup                                                   |
| Haltepunkt / Haltestelle (Strecke außer Betrieb) | 4,1      | Margrethelund (1922–1955)                                  | Margrethelund (1922–1955)                                  |
| Strecke von links (außer Betrieb) · Strecke nach rechts (außer Betrieb)                                                                                |          | Streckenführung von Eröffnung bis 1. Dezember 1896         | Streckenführung von Eröffnung bis 1. Dezember 1896         |
| Abzweig geradeaus und nach links (Strecke außer Betrieb) · Strecke von rechts (außer Betrieb)                                                          |          | Streckenführung ab 1. Dezember 1896                        | Streckenführung ab 1. Dezember 1896                        |
| Kreuzung (Strecke geradeaus außer Betrieb) · Abzweig ehemals geradeaus und von rechts                                                                  |          | Bahnstrecke Langå–Struer von Struer (ab 1. Dezember 1896)  | Bahnstrecke Langå–Struer von Struer (ab 1. Dezember 1896)  |
| Strecke (außer Betrieb) · Bahnhof | 0,0      | Viborg (ab 1. Dezember 1896)                               | Viborg (ab 1. Dezember 1896)                               |
| Strecke (außer Betrieb) · Strecke · Kopfbahnhof Streckenanfang (Strecke außer Betrieb)                                                                 | 0,0      | Viborg alter Bahnhof                                       | Viborg alter Bahnhof                                       |
| Abzweig quer und nach links (Strecke außer Betrieb) · Kreuzung (Querstrecke außer Betrieb) · Abzweig geradeaus und nach rechts (Strecke außer Betrieb) |          | Bahnstrecke Langå–Struer von Struer (bis 1. Dezember 1896) | Bahnstrecke Langå–Struer von Struer (bis 1. Dezember 1896) |
| Abzweig geradeaus und ehemals von links · Strecke nach rechts (außer Betrieb)                                                                          |          |                                                            |                                                            |
| Abzweig ehemals geradeaus und nach links |          | Bahnstrecke Langå–Struer nach Langå                        | Bahnstrecke Langå–Struer nach Langå                        |
| Strecke (außer Betrieb) |          | Herning-Viborg banen nach Herning und                      | Herning-Viborg banen nach Herning und                      |
| Strecke (außer Betrieb) |          | Mariager-Faarup-Viborg Jernbane nach Mariager              | Mariager-Faarup-Viborg Jernbane nach Mariager              |
| |          |                                                            |                                                            |
| Quellen: |          |                                                            |                                                            |

Als Himmerlandsbanerne wurden in Dänemark zwei Bahnstrecken in Himmerland in der heutigen Region Nordjylland bezeichnet, die in Aalestrup verbunden waren. Die Strecken führten nach Løgstør, Viborg und Hobro. Dabei handelte es sich um eine Staatsbahn- und eine Privatbahnstrecke.

## Geschichte
Wie an vielen anderen Orten in Dänemark gab es eine langjährige Debatte über den Bau der Bahnstrecken in Himmerland. Die ersten Pläne für eine Strecke zwischen Hobro und Løgstør entstanden bereits 1866. Einer der Gründe für die langen Diskussionen war die Frage nach dem Ausgangspunkt, den die Strecke haben sollte. In diesem Fall waren es Hobro und Viborg, die sich für Løgstør entschieden.
1875 wurde ein Komitee aus Vertretern der Gemeinden, die das Gebiet vertraten, ernannt. Die elf Personen beschlossen, zwei Strecken zu den beiden Städten zu empfehlen, wobei der Knoten in Aalestrup liegen sollte. Års wurde ebenso vorgeschlagen. Die Diskussionen dauerte zehn Jahre, der erste offizielle Vorschlag wurde in der Parlamentsperiode 1885/86 vorgebracht. Verzögerungen brachten zudem die politischen Kämpfe zwischen Højre, die auf der Seite der Bürgerlichen standen, sowie Venstre, die die Bauern unterstützten. Zudem sollten die Strecken zusammen mit den Bahnstrecken Slagelse–Næstved und Dalmose–Skælskør erbaut werden.
Die Staatsbahnstrecke Hobro–Aalestrup–Løgstør wurde auf der Grundlage des Eisenbahngesetzes Nr. 54 vom 12. April 1889 erbaut. Mit dem gleichen Gesetz bekam der Amtsbezirk Viborg (dänisch Viborg amtsråd) am 28. Mai 1890 eine Konzession für eine Privatbahn zwischen Viborg und Aalestrup. Diese wurde kurz danach an die Danske Statsbaner vermietet, die beide Strecken als Einheit erbaute und betrieb.
Die Staatsbahn war mit 290.000 Kronen je Meile veranschlagt. Interessierte Gemeinden konnten sich mit 50.000 Kronen beteiligen. Für die Privatbahnstrecke betrug der Preis 80.000 Kronen je Meile, wovon der Staat die Hälfte der Enteignungskosten übernahm. Die Bauarbeiten begannen mit dem Ausstecken der Strecke Anfang 1890, danach konnten die Erdarbeiten im März 1891 beginnen. Geplant war die Fertigstellung im Oktober 1892.
Die Staatsbahnstrecke zwischen Hobro und Løgstør wurde am 15. Juli 1893 in Betrieb genommen, die Privatbahnstrecke zwischen Viborg und Aalestrup folgte am 15. September 1893.

## Streckendaten
Die Gesamtlänge der Strecke betrug 103,8 km. Zuerst wurden Schienen mit einem Metergewicht von 22,5 kg/m verwendet. Zwischen 1942 und 1952 erfolgte der Umbau mit gebrauchten Schienen mit einem Metergewicht zwischen 32 und 45 kg/m. Die Höchstgeschwindigkeit betrug bei der Eröffnung 45 km/h, während der deutschen Besatzung in Dänemark auf den Abschnitten Rørbæk–Aalestrup, Viborg–Nørdam und Aalestrup–Gatten wegen Oberbaumängeln nur 30 km/h und nach dem Umbau ab 1953 70 km/h.

### Bahnstrecke Hobro–Løgstør
Die 66,2 km lange Strecke wurde am 15. Juli 1893 eröffnet. Personenverkehr wurde bis 22. Mai 1966 durchgeführt.
1966 endete der Personenverkehr, Güterzüge verkehrten bis 1999.

#### Abschnitt Hobro–Aalestrup
Am 1. Juli 1968 wurde begonnen, Teile der Bahnstrecke Hobro–Aalestrup zu verkaufen, auf der 1969 der letzte Zug verkehrte.
An der ehemaligen Strecke sind noch die Bahnhofsgebäude in Døstrup, Rørbæk, Nørager, Simested und Aalestrup vorhanden. Vom ehemals 24 km langen Bahndamm sind noch etwa sechs Kilometer vorhanden. An Bauwerken existiert weiter die Brücke über den Simested Å.

#### Abschnitt Aalestrup–Løgstør
Die Streckenentfernung wurde ab Hobro gemessen. In Aalestrup war ein zweiständiger Lokschuppen und eine Drehscheibe vorhanden, ebenso wie in Løgstør.
Der Güterverkehr auf dem Abschnitt Aalestrup–Løgstør wurde 1999 eingestellt.
Die Bahnhofsgebäude in Østerbølle, Østrup, Hornum, Gatten, Vindblæs und Løgstør sind noch vorhanden. Vom Bahndamm der 42 km langen Strecke sind lediglich rund 400 Meter in der Stadtmitte von Aars nicht mehr vorhanden. Dort benutzt der Himmerlandsstien öffentliche Wege. Es existiert zudem eine Brücke über den Herredsbæk S bei Aars.

### Bahnstrecke Viborg–Aalestrup
Der 33,6 km lange Streckenabschnitt Margrethelund–Aalestrup wurde am 15. September 1893 eröffnet, der vier Kilometer lange Abschnitt Viborg–Margrethelund folgte am 1. Dezember 1896.
Die Strecke Viborg–Aalestrup war eine Staatsbahn, wie es durch das Gesetz Nr. 164 vom 27. Mai 1959 nochmals bestätigt wurde. Mit dem gleichen Gesetz wurde die DSB ermächtigt, den Verkehr einzustellen. Der Personenverkehr wurde mit sofortiger Wirkung am 30. Mai 1959 stillgelegt, der Güterverkehr weitergeführt.
Mit der Stilllegung der Mariagerbane 1966 verlor Viborg seine Hafenbahn, so dass nach Løgstør ausgewichen werden musste, wo die Strecke bis zum Hafen führte. Da jetzt der Abschnitt Viborg–Løgstør mit mehr Güterzügen belegt war, wurden alle Haltepunkte sowie ein Teil der Bahnhöfe geschlossen. Außer den Endbahnhöfen verblieben die Expeditionen in Aalestrup, Aars und Hornum sowie die Güterzugladestellen für Wagenladungen in Løgstrup, Skals und Møldrup. Zu Beginn der 1980er Jahre waren noch fünf bis sieben Wagen täglich zuzustellen. Jedoch war der Weiterbetrieb mit einer Achslast von 16 t problematisch: am 19. August 1986 entgleisten wegen des schlechten Zustandes fünf Güterwagen südlich von Løgstør.
Ende Juni 1996 beendete DSB den Verkehr auf der Løgstørbane. In den beiden vorangegangenen Monaten wurde nur zehn bis zwölf Wagen befördert. Von April 1997 bis 1999 versuchte Privat Banen Sønderjylland, Verkehrsaktivitäten auf die Strecke durchzuführen, die im Sommer 1999 aufgegeben werden mussten. Im gleichen Jahr verkehrten auf dem Abschnitt Løgstør–Skals Schienenfahrräder, die vom Touristbüro in Viborg verliehen wurden.
Die ehemaligen Bahnhofsgebäude in Løgstrup, Skals, Skringstrup, Møldrup und Hvam sind noch vorhanden. Der Bahndamm des 37 km langen Streckenabschnittes ist erhalten, davon werden 36 km vom Himmerlandsstien benutzt. Das Planum ist lediglich im Industriegebiet am Vestermarksvej in Viborg überbaut.

## Knotenpunkt und Endstationen

### Aalestrup
Aalestrup war 1893 nur eine kleine Siedlung in Østerbølle Sogn. Erst 1908 erhielt es seine eigene Kirche und in der Mitte der 1930er Jahre wurde es eine eigenständige Gemeinde. Die Entscheidung, den Knotenpunkt der Strecken hierher zu legen, war für die weitere Entwicklung des Ortes entscheidend. Unter anderem hatte die Stadt in den frühen 1900er Jahren bereits eine Realschule, die mit den Bahnverbindungen aus drei Richtungen in einem großen Einzugsgebiet gut zu erreichen war.
Der Ort liegt etwa auf der direkten Linie zwischen Viborg und Aars. Durch die Strecke über Hobro mit einem Umweg über Aalestrup und nicht der direkte Weg nach Aars war gut für die Stadtentwicklung. So wurde Aalestrup Vesthimmerlands wichtigster Eisenbahnknotenpunkt. Die Strecke Hobro–Aalestrup stellte nicht nur einen Teil der Strecke nach Løgstør dar, sondern war Teil einer alternativen Strecke nach zu Viborg. DSB verwendete diese Strecke für den Güterverkehr zwischen Nordjütland und Westjütland, das nach dem Eisenbahngesetz Güter auf dem kürzesten Weg zu transportieren waren. Die Strecke Hobro–Aalestrup–Viborg war 23,2 km kürzer als der Weg über Hobro–Randers–Viborg. Allerdings mussten die Züge in Hobro, Viborg und Aalestrup ihre Richtung ändern.
Der Bahnhof wurde 1955 mit neuen Sicherungsanlagen, elektrisch betätigten Weichen und Tageslichtsignalen ausgerüstet. Dadurch konnten die Züge von Løgstør nur Gleis 1, die von Viborg nur Gleis 2 und die von Hobro nur Gleis 3 benutzen.

### Hobro
In Hobro führte die Aalestrupbane zu einer wesentlichen Erweiterung der Station und einige Jahre später zum Bau eines neuen Bahnhofsgebäudes.

### Viborg
Der erste Bahnhof in Viborg war ein Kopfbahnhof am Südostende des Søndersø. Die Stadt war mit der Lage des Bahnhofes zufrieden und erst der Bau der Aalestrupbane gab Anlass, die Station zur Anhöhe Trekroner in den Südwesten der Stadt zu verlegen. 1893 gab es noch keinen Konsens über den genauen Standort, so dass Aalestrupbane eine vorläufige Verbindung mit der Skivebane vier Kilometer entfernt beim Bauernhof Møgelkjær erhielt. Die Unsicherheit über die Lage des Bahnhofes in Viborg erklärt, warum die damalige Kilometrierung von Aalestrup und nicht von Viborg gerechnet wurde. Am 1. Dezember 1896 wurde der neue Bahnhof fertig gestellt und die Aalestrupbane wurde mit einer Strecke, die von der temporären Strecke südlich von Margrethelund abzweigte, verbunden. Die gut zwei Kilometer lange zwischenzeitlich verwendete Strecke zwischen Møgelkjær und Margrethelund wurde rund drei Jahre verwendet und ist in Messtischblättern von 1842 bis 1899 eingetragen.

## Weitere Bahnprojekte
Mit dem Eisenbahngesetz vom 20. März 1918 wurden weitere Bahn-Projekte in Himmerland veröffentlicht:
- Bahnstrecke Aars–Arden–Øster Hurup
- Bahnstrecke Sebbersund–Løgstør–Overlade
- Aalborg–Nørager
- Bahnstrecke Skelund–Als–Øster Hurup

Wie die meisten anderen Punkte des Eisenbahngesetzes von 1918 wurden diese Projekte nicht ausgeführt.

## Stilllegungskosten
Für die Einstellung der Strecke Viborg–Løgstør wurden Kosten in Höhe von 12,5 Millionen Kronen veranschlagt. Aus dem Verkauf der Anlagen einschließlich des Schrottwertes wurde ein Erlös von 4,5 Millionen Kronen erwartet, so dass für die Schließung der Strecke Nettokosten von acht Millionen Kronen entstehen würden.

## Verkehr
Obwohl der Abschnitt Viborg–Aalestrup als Nebenstrecke der Verbindung Hobro–Løgstør geplant war, war dies verkehrsmäßig unerheblich. Im Laufe des Tages fuhren Züge nach Hobro sowie Züge nach Viborg. Ein kürzerer Teil fuhr nach Løgstør, der andere Teil wendete in Aalestrup. Nachdem die Herning–Viborg banen 1906 in Betrieb genommen war, wurde ein gemeinsamer Verkehr auf diesem Abschnitt durchgeführt, so dass es direkte Verbindungen zwischen Herning und Aalestrup gab.
Die Staatsbahnen kauften acht Dampflokomotiven vom Typ J, Nr. 13–20, und ein Rangierlok vom Typ Hs, setzte diese neuen Maschinen jedoch hier nicht ein. Stattdessen kamen Lokomotiven der Typen B, H und G auf diese Strecken, zeitweise dazu die Baureihe L.
Von den fünf zwischen 1903 und 1904 ausgemusterten DJ wurden drei Lokomotiven nach Umbauten in Viborg stationiert. Eine davon diente als Rangierlok, die beiden anderen fuhren alle Züge auf der Strecke zwischen Hobro und Aalestrup. Zwischen 1926 und 1930 war ein T-Maschine in Viborg stationiert, die gelegentlich im Streckendienst zum Einsatz kam.
Die ursprünglich für die Strecke beschafften Lokomotiven vom Typ J haben erst zwischen 1941 und 1951 auf die Strecke. Mehrere davon wurden in Viborg beheimatet.
Mit der zunehmenden Motorisierung der Nebenstrecken übernahmen in den späten 1920er und frühen 1930er Jahren Triebwagen des Herstellers Triangel der Baureihe ME (I) den Personenverkehr. Nach dem Zweiten Weltkrieg wurde der Personenverkehr vollständig von den Triebwagen der Reihe MP durchgeführt. In der Mitte der 1950er Jahre wurden die Dampflokomotiven des Typs J von denen des Typs D abgelöst. Als die Diesellokomotiven der Baureihe MT 1958 ausgeliefert wurden, übernahmen diese auf den Strecken sämtliche bisher von Dampflokomotiven durchgeführten Aufgaben.
Nach dem Krieg wurde das Betriebswerk in Aalestrup aufgelöst. Danach wurden die Triebwagen von Randers aus eingesetzt. Der Lokschuppen in Aalestrup wurde zum Abstellen der Rangierlokomotive verwendet.
Anfang der 1950er Jahre kamen nicht umgebaute MO-Triebwagen der Baureihe 500 zum Einsatz. Bald danach kamen die MP-Triebwagen zurück, als sie auf Fünen überflüssig wurden. Diesen folgten wiederum die MO-Fahrzeuge, diesmal jedoch die modernisierte Version der Serie 1800, die in den 1950er Jahren gebaut wurden.
Am 15. Mai 1966 fuhr mit dem MO 1839 der letzte planmäßige Personenzug auf der Strecke.
Bis zur endgültigen Einstellung der Strecke fuhren Dieselloks der Baureihen MT und MH die verbleibenden Güterzüge.

## Heutiger Zustand
Die Strecke wurde 2006 zu einem Rad- und Wanderweg, dem Himmerlandsstien, ausgebaut. Der Bahndamm wurde auf eine Breite von fünf Metern gebracht und mit einer glatten Oberfläche versehen. An zehn Orten – Løgstrup, Skals, Skringstrup, Møldrup, Hvamm, Østerbølle, Østrup, Hörnum, Gatten und Vindblæs – legte Banedanmark Rastplätze im Zusammenhang mit dem Naturpfad an. Ende 2013 wurden die letzten zwei Kilometer der Skivebane entfernt, so dass der Himmerlandsstien nach Viborg verlängert werden konnte.